# Cyrix Cx486DX2
Der Cx486DX2 war ein Mikroprozessor der 80486-Generation der Firma Cyrix (Cx486) und in etwa vergleichbar mit dem Intel i486DX2. Wie dieser besaß er eine interne Taktverdoppelung, war damit der direkte Nachfolger des Cx486DX. 
Wie bei Cyrix üblich, wurde der Cx486DX2 auch als IBM Blue Lightning 486DX2, SGS-Thomson ST486DX2 und Texas Instruments TI486DX4 verkauft. Diese Prozessoren unterschieden sich aber bis auf die Bezeichnung nicht voneinander. In Bezug auf die Verkaufsnamen ist der Cx486DX2 zusammen mit dem Cx486DX4 mit ihren jeweils fünf Namen Spitzenreiter bei Cyrix.

## Modelldaten
- Codename: M7
- Verkauft als: Cyrix Cx486DX2, IBM Blue Lightning 486DX2, SGS-Thomson ST486DX2 & Texas Instruments TI486DX2
- L1-Cache: 8 KiB (unified)
- L2-Cache: abhängig vom verwendeten Mainboard bzw. Chipsatz
- Sockel 3 mit einem Front Side Bus von 20 bis 40 MHz
- Betriebsspannung (VCore):
  - 5,0 V
  - 4,0 V
  - 3,6 V
  - 3,54 V
  - 3,45 V
  - 3,3 V
- Erscheinungsdatum: 1993
- Gehäuse: PGA-168 und SQFP-208
- Fertigungstechnik: 0,65 µm
- Die-Größe: ? mm² bei 1,1 Millionen Transistoren
- Taktraten: 40, 50, 66 und 80 MHz

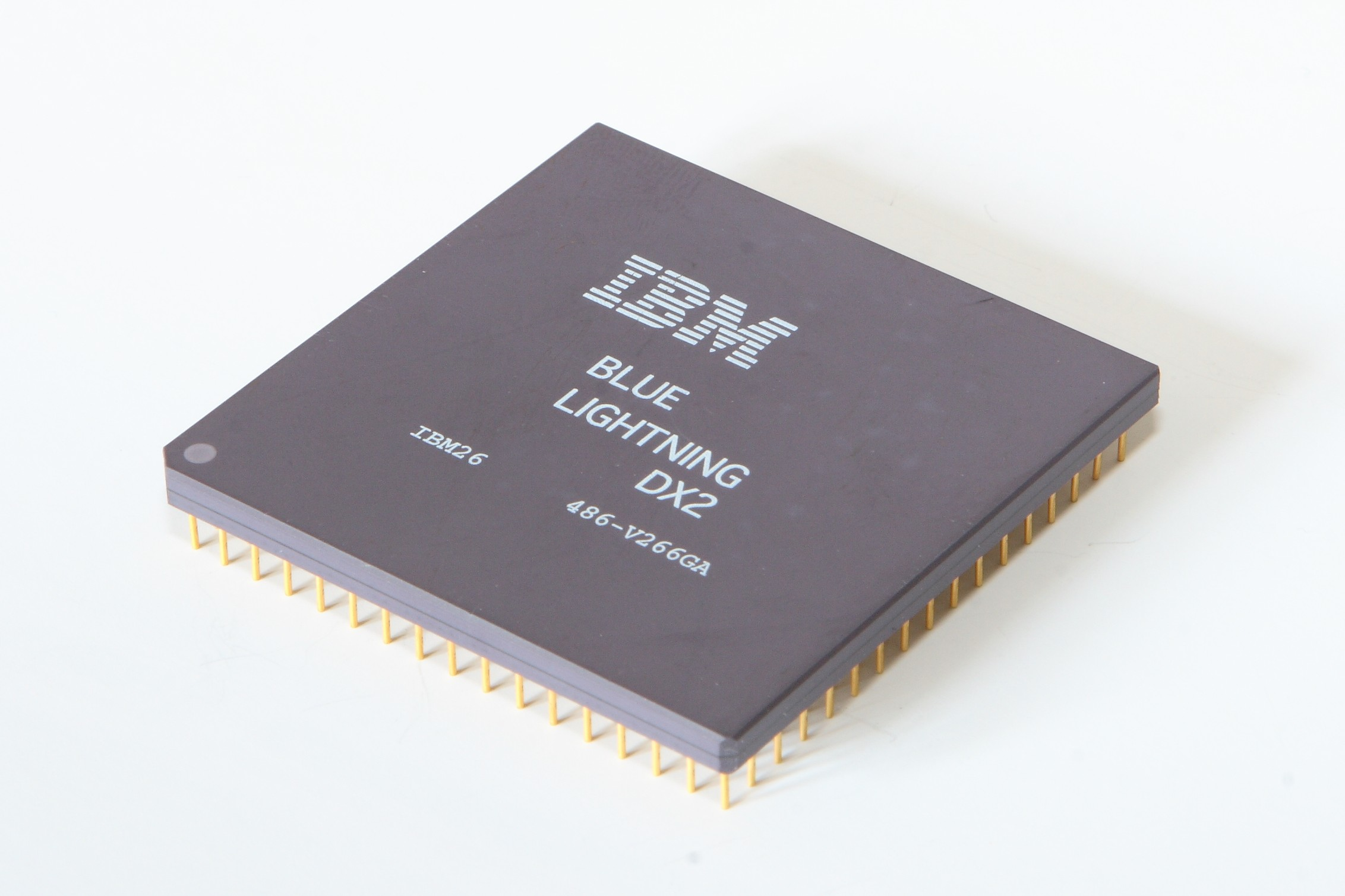
IBM BLUE LIGHTNING 486DX2.
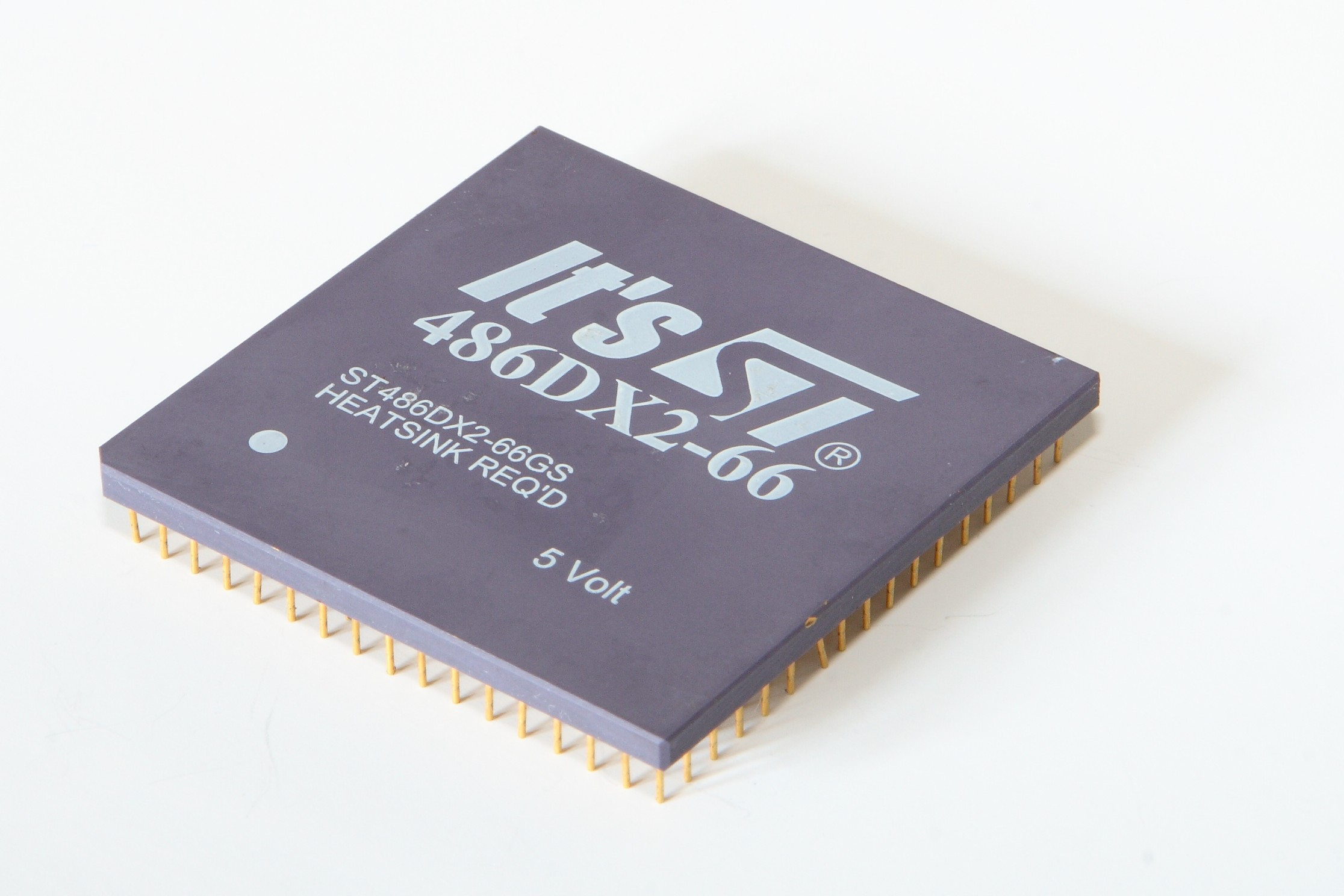
ST 486DX2-66MHz.
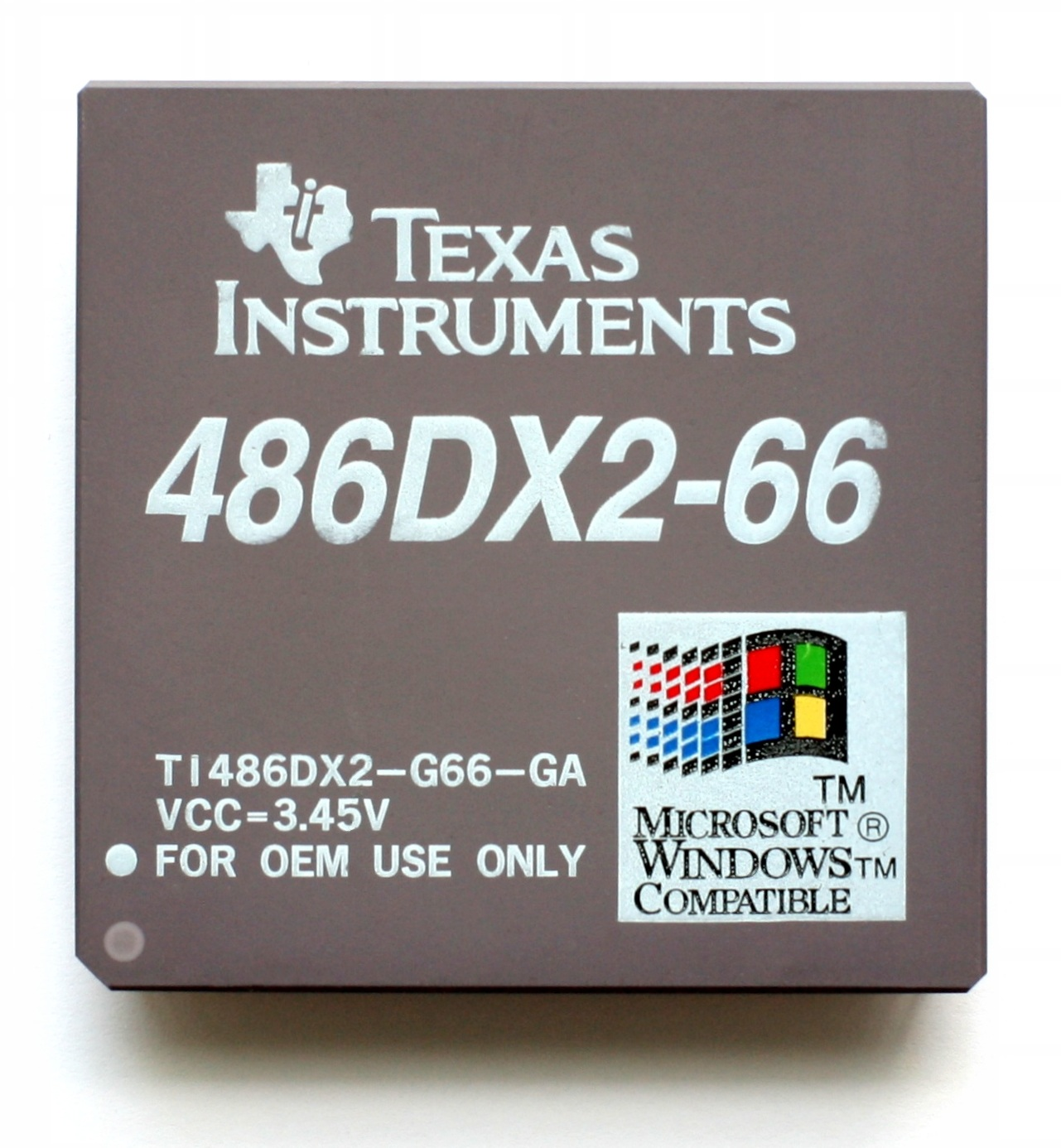
Texas Instruments TI486DX2-66.
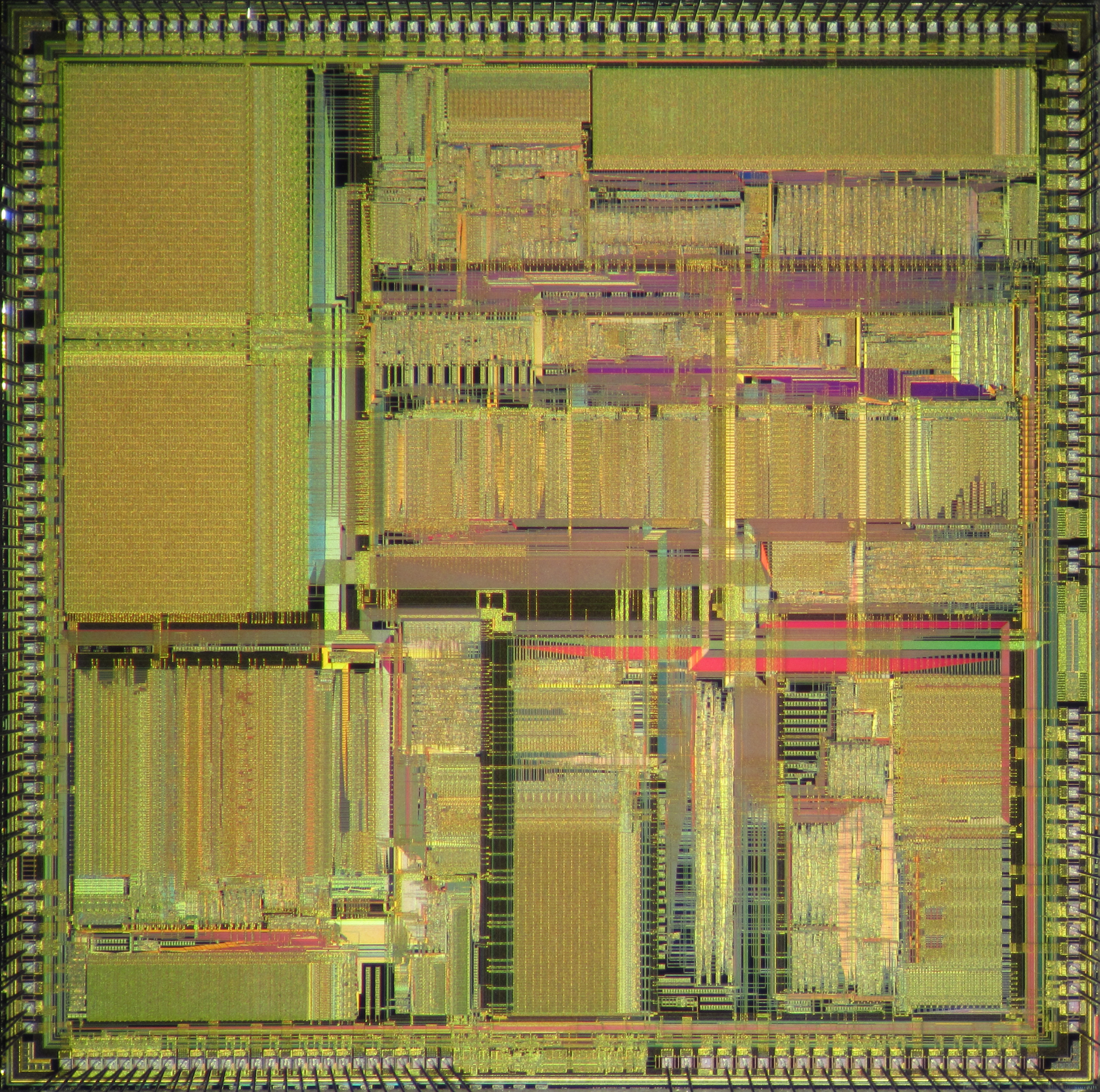
Die eines Cyrix Cx486DX2-80GP
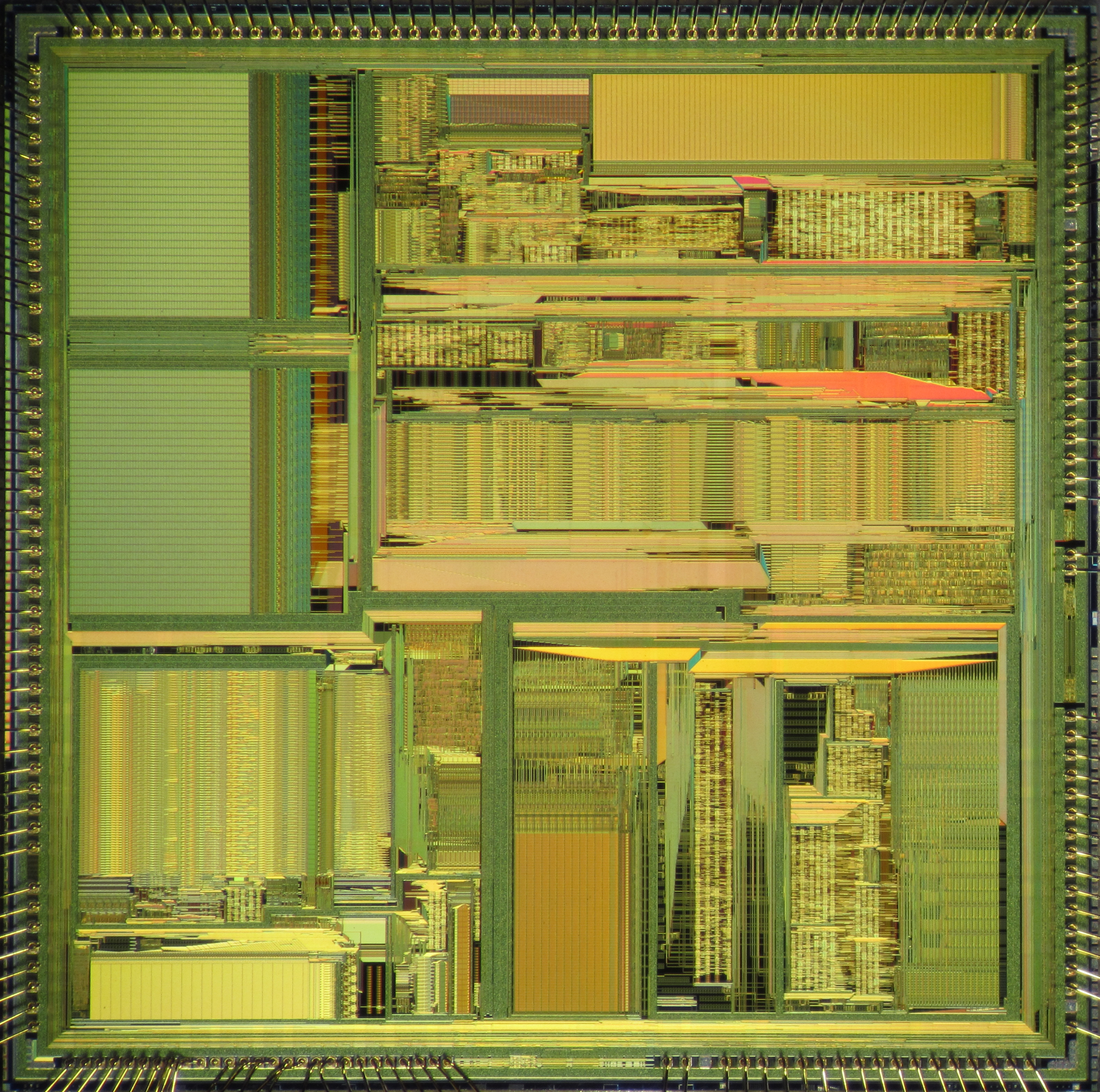
Die eines Cyrix Cx486DX2-V66GP mit Write-Back Cache